# Cees Slabbekoorn

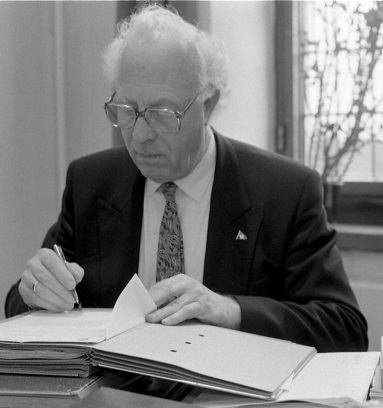
C. Slabbekoorn (1989)

Cornelis (Cees) Slabbekoorn (Vlake, 28 april 1924 – 12 november 2009) was een Nederlands politicus van de PvdA.
Hij werd geboren als boerenzoon en volgde in Middelburg een opleiding tot machinist op de grote vaart, maar toen hij zijn opleiding afgerond had kon hij niet als zodanig gaan werken, omdat de Tweede Wereldoorlog nog gaande was. In 1946 ging hij werken bij de douanedienst waar hij het bracht tot commies A te Hansweert. Vanaf 1958 was hij daarnaast actief als gemeenteraadslid in de gemeente Kruiningen. In 1970 ging die gemeente op in de fusiegemeente Reimerswaal en nog datzelfde jaar is hij daar wethouder geworden, naast zijn baan bij de douane. In juli 1977 werd Slabbekoorn benoemd tot burgemeester van Brouwershaven. In de zomer van 1987 kwam burgemeester Slabbekoorn landelijk in het nieuws, toen hij persoonlijk tevergeefs een vechtpartij tussen een knokploeg en bezoekers van een discotheek probeerde te voorkomen. In mei 1989 ging Slabbekoorn met pensioen en eind 2009 overleed hij op 85-jarige leeftijd.